# Бельтран Массес, Федерико
Федери́ко Арма́ндо Бельтра́н Массе́с (исп. Federico Armando Beltrán Masses; 1885, Гуайра-де-ла-Мелена, Куба — 1949, Барселона) — испанский живописец, мастер портрета.

## Биография
Федерико Бельтран Массес родился в 1885 году на Кубе в семье каталонского военного и в 1899 году прибыл в Барселону со своими родственниками.
Он начал учился живописи в Школе искусства в Барселоне, в 1905 году изучал в Мадриде испанское и европейское искусство в Музее Прадо, был учеником Хоакина Сорольи, и провел сезон в Астурии, привлеченный пейзажами горной местности.
Его первые работы подчинились твердому реализму, однако впоследствии он изменил темы картин, используя литературные темы в стиле модерн. Его работа «Красивая маркиза» — раздетая маха между двух одетых — посланная на Выставку искусства Мадрида 1915 года спровоцировала широкую полемику вокруг его работ.
С 1916 года художник жил в Париже, где он был принят с большой честью Национальным обществом живописи в Париже и превратился в портретиста с мировым признанием. На выставке в Венеции 1921 года ему был предоставлен зал чести, а его автопортрет оказался приобретенным Галереей Уффици (Флоренция). В 1926 году созданный им портрет Рудольфо Валентино открыл ему двери Соединенных Штатов Америки.
Федерико Бельтран Массес был избран членом испанских и французских академий искусств и корпораций, выставлял свои работы в главных европейских и американских столицах.
На последнем этапе своей жизни Федерико Бельтран Массес возвратился в Испанию, где в ноябре 1948 года прошла выставка его работ.
Он скончался в 1949 году в Барселоне.

## Произведения
- Мирабелла (1914),
- Красивая маркиза (1915),
- Под звёздами (1915),
- Саломея (1918),
- Нечестивая маха (1918),
- Автопортрет (1920),
- Венецианские сёстры (1920),
- Портрет Александры(Саши) Рикой - Сфорца(1920, Венецианский биеннале)
- Миссис Фреда Дадли Уорд (1921),
- Портрет Луизы Казати (1922),
- Рудольф Валентино в "Чёрном соколе" (1925),
- Портрет Жермены Готре (1926, Musee Savoisien, Шамбери),
- Портрет Рудольфо Валентино (1926),
- Гранада (1929),
- Русская балерина Алиса Никитина (1929),
- Портрет Дугласа Фэрбэнкса (1932),
- Графиня Монтгомери (1934),
- Трое для одного (1934),
- Портрет короля Георга VI (1938).